# Reichardia tingitana

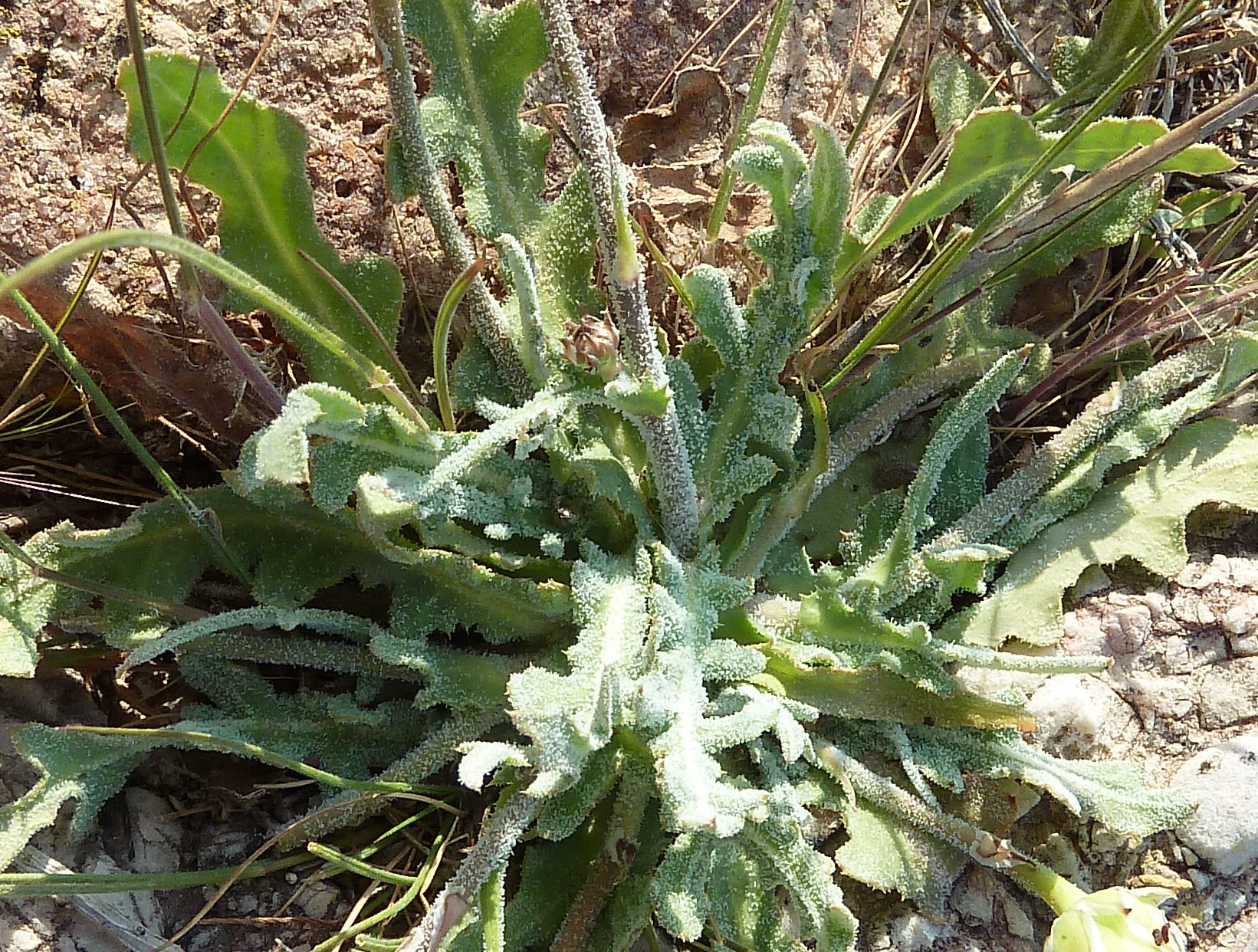
Detalle de la roseta basal de hojas y el tallo cubiertos de finas pústulas blancas

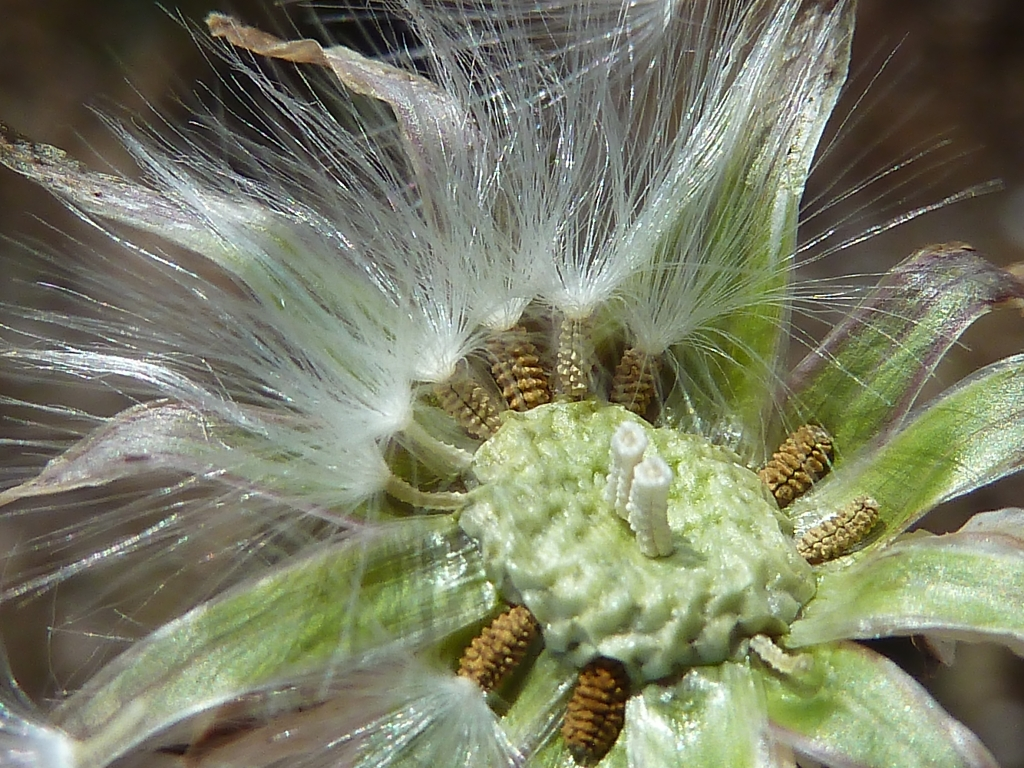
Cipselas heteromorfas (las externas pardas y 4 costillas profundamente tuberculadas, las internas blanquecinas y menos tuberculadas) in situ.

Reichardia tingitana (L.) Roth es una especie de planta herbácea de la familia  Asteraceae.

## Etimología
- Reichardia: Dedicado a Johann Jakob Reichard (1743-1782), botánico, micólogo, briólogo, pteridólogo, y algólogo alemán, editor de varias obras de Carlos Linneo.

- tingitana: epíteto Latín que se refiere a la ciudad de Tánger, en Marruecos, cuyo nombre en la antigüedad era Tingis.

## Descripción
Es planta anuales o bienal con tallos de hasta 60 cm de alto, erectos, ramificados, herbáceos. Las hojas son de dentadas a pinnatipartidas, papilosas, generalmente dispersas a lo largo del tallo con pedúnculos ligeramente clavados. Dichas hojas y tallos están cubiertos de finas pústulas blancas. El involucro tiene de l2-17 por 8-17 mm con brácteas con mucrón subterminal; las externas ovadas, acuminadas, cordadas o auriculadas, con margen escarioso de 0,5-0,85 mm de anchura y mucrón de  0,5-1,3 mm; las medias de ovado-lanceoladas a ligeramente panduradas (en forma de violín), auriculadas, con margen escarioso de 0,25-1 mm de anchura y mucrón de 1-1,8 mm; las internas triangular-lanceoladas, ligeramente escariosas y mucrón de 0-1 mm. Las ligulas son amarillas, con la base del limbo purpúrea; las externas con una banda purpúrea en el dorso. Los estambres tienen anteras purpúreas. Los frutos son aquenios heteromorfos, los externos de 1,6-2,5 mm, más o menos ovoideos, con 4 costillas tuberculadas transversalmente, pardos; los internos de 2-2,8 (-3,5) mm, algo más lisos que los externos, blanquecinos. El vilano, de finos pelos blancos sedosos, imperceptiblemente escabridos y muy caedizo, mide 7,5-10 mm.

## Distribución y hábitat
Originaria de la península ibérica y Norte África. Se extiende por Macaronesia, todo el Mediterráneo y oriente próximo y medio hasta Pakistán y Afganistán. Introducida en Australia y sureste de África.
En España su distribución se limita a una estrecha banda costera -y su interior más a menos profundo- que se extiende a lo largo del litoral mediterráneo y atlántico desde el sur de la Provincia de Valencia hasta el parque nacional de Doñana, en la Provincia de Cádiz. También nativa en todas las Islas Baleares y algunas de las Islas Canarias.
Crece en praderas de herbales de suelos básicos un poco húmedos y generalmente algo nitrófilos. Florece y fructifica de marzo a junio.

## Citología
Número de cromosomas de Reichardia tingitana:
2n=16.

## Sinonimia
Véase lista en Anexo:Sinónimos de Reichardia tingitana Roth (Asteraceae, Cichorieae).

## Nombre común
- Castellano: cosconilla, lechuguilla, lechuguilla dulce (4), redentosa (las cifras entre paréntesis indican la frecuencia de uso del vocablo en España.[4]